# Ibrahim Kouchouk
Ibrahim IV dit Ibrahim Kouchouk (ou également Ibrahim el Seghir) est un dey d'Alger ayant régné de 1745 à 1748.

## Règne
Il succède à son oncle le dey Dely Ibrahim (1732 à 1745) qui le désigne à sa mort pour lui succéder comme dey. 
Il obtient le versement d'un tribut par les Danois et met fin à une période d'hostilité avec ces derniers. Il rétablit également la paix avec Tunis et continue de percevoir un tribut de cette régence voisine. Il doit faire face à plusieurs révoltes sur le plan intérieur. 
C'est son khodjet al khil (ministre ou secrétaire des chevaux), Mohamed, qui lui succède.